# Zurgan
Zurgan (ros. Зурган) – osiedle w Rosji, w Kałmucji, w rejonie małodierbietowskim. W 2010 liczyło 283 mieszkańców.